# Luật sĩ thánh Victor
Các luật sĩ thánh Victor (tiếng Latinh: Canonici Regulares Sancti Victoris, tiếng Pháp: Chanoines réguliers de Saint Victor) tạo thành một tu hội thánh hiến của các luật sĩ, trong đó đan viện thánh Victor thành Paris là một trong những trung tâm lừng lẫy danh tiếng của đời sống tri thức thời Trung Cổ. Bị xóa bỏ bởi Cách Mạng Pháp năm 1790, tu hội được phục hồi vào năm 1968 bởi các luật sĩ thánh Maurice thành Agaune (Thụy Sĩ), và tu hội gia nhập hiệp hội các luật sĩ thánh Augustinô vào năm 1993.

## Lịch sử[1]

### Thuở ban đầu
Năm 1108, Guillaume thành Champeaux, giám đốc trường học nhà thờ chính tòa tại Paris, đã rút ra khỏi trường cùng với một số đệ tử, ở gần một nhà nguyện kính thánh Victor. Năm 1113, Guillaume được phong làm giám mục của Châlons-en-Champagne và người kế vị của ngài, Gilduin de Saint Victor, trở thành cha đan viện đầu tiên khi nhà dòng được nâng lên thành đan viện thánh Victor bởi vua Louis VI.
Nhà dòng đã bị bãi bỏ vào năm 1790. Hai mươi mốt luật sĩ thánh Victor đã bị đưa ra trước quốc hội và bị tra hỏi về ý định của họ: một trong số họ, đã chín mươi mốt tuổi, thể hiện ý muốn tiếp tục trong cuộc sống bình thường, mười một người khác chọn cách trở về đời sống thế tục, chín người còn lại giữ im lặng. Trong số đó, có Jean-Charles-Marie Bernard du Cornillet, bị giam giữ trong chủng viện cũ thánh Firmin, ngài là nạn nhân của những vụ thảm sát vào tháng 9 năm 1792, và được phong chân phước vào ngày 17 tháng 10 năm 1926.

### Phục hưng
Vào năm 1968, ba luật sĩ thánh Maurice thành Agaune đã thiết lập ở Champagne để làm sống lại di sản tinh thần của các luật sĩ thánh Victor trong hiệp hội các luật sĩ thánh Augustinô. Cộng đoàn của họ liên kết với các luật sĩ Windesheim và vào năm 1976, tu viện đã được nâng lên thành đan viện. Năm 1984, các luật sĩ của đan viện làng Champagne mở nhà đầu tiên Chancelade (nơi đã từng có một đan viện do Alain de Solminihac quản lý) và năm 1991 đã thành lập một nhà phụ thuộc bên đất nước Tanzania.
Năm 1992, dòng thánh Victor trở nên tự trị và tách ra khỏi dòng Windesheim, và vào năm 1993, Tòa Thánh đã phê chuẩn cho dòng thánh Victor gia nhập vào hiệp hội các luật sĩ thánh Augustinô.

## Hoạt động và phát triển
Các luật sĩ thánh Victor cống hiến cho việc mục vụ giáo xứ, cầu nguyện các giờ kinh Phụng vụ, cho việc nghiên cứu và sứ vụ.
Họ có mặt tại đan viện thánh Phêrrô làng Champagne, và các nhà phụ thuộc Marie-Médiatrice (ở Montbron), Chancelade (đan viện Notre-Dame de Chancelade), thánh Augustinô (Bourg-lès-Valence và Saint- Péray) và Notre-Dame-de-Bethléem (Bassotu, ở Tanzania).
Tính đến ngày 31 tháng 12 năm 2015, nhà dòng có 69 thành viên (kể cả các tập sinh) trong số đó có 54 linh mục, một giám mục, Đức cha Luc Ravel.